# Simon Jensfelt

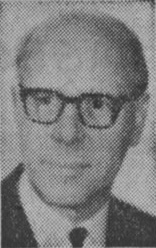
Simon Jensfelt

Simon Alfred Jensfelt, född 13 oktober 1914 i Ockelbo församling, Gävleborgs län, död 31 augusti 1970 i Vällingby kyrkobokföringsdistrikt, Stockholm, var en svensk arkitekt.
Jensfelt, som var son till överstelöjtnanten i Frälsningsarmén Alfred Jensfelt och Elsa Lindgren, avlade studentexamen i Stockholm 1934 och utexaminerades från Kungliga Tekniska högskolan 1939. Han var anställd vid Kooperativa förbundets arkitektkontor 1939, assistent och biträdande länsarkitekt på Malmö länsarkitektkontor 1940–1949, generalsekreterare i Svenska Arkitekters Riksförbund (SAR) 1949, byråarkitekt, intendent och t.f. byrådirektör i Byggnadsstyrelsen 1950–1956, förste byråarkitekt och stf. stadsarkitekt i Stockholms stads byggnadsnämnd från 1956 och sakkunnig i Stockholms Enskilda Bank från 1961. 
Jensfelt var ledamot av SAR:s förhandlingsdelegation 1956, Byggnadsstyrelsens företagsnämnd 1956, stadsbyggnadskontorets företagsnämnd 1958, läns- och stadsarkitektnämnden inom SAR 1960, sekreterare i Länsarkitektföreningen 1946–1948 och Arkitektföreningen för södra Sverige 1949. Han ritade villor, bostads- och affärshus och skolbyggnader, utförde kyrkorestaureringar, stadsplaner och byggnadsplaner, skrev artiklar i facktidskrifter och var medarbetare i handboken Bygg. Tillsammans med sonen Hans Jensfelt (född 1941), utgav han Bygga om: stadsförnyelse genom ombyggnad (1968). Han ligger begravd på Skogskyrkogården i Stockholm.